# Pedro Rodríguez González
Pedro Rodríguez González (Badajoz, 22 de junio de 1944) es un político del Partido Popular y exalcalde de la ciudad de Huelva (España).

## Formación académica y actividad profesional
Se licenció en Ciencias de la Información por la Universidad Complutense de Madrid para trabajar como periodista gráfico deportivo, siendo muy conocido en el ámbito local.  

## Trayectoria política
Accede en 1995 a la alcaldía del Ayuntamiento de Huelva, cargo que revalidó con mayoría absoluta en las siguientes legislaturas de 1999, 2003 y 2007 respectivamente. Es diputado del parlamento de Andalucía por Huelva desde 1996, presidente del Partido Popular de Huelva hasta 2008 y vicepresidente del Partido Popular de Andalucía en 1999. Renovó por cuarta vez su mandato como alcalde tras las Elecciones municipales de España de 2011.
El día 24 de mayo de 2015 se producen las elecciones municipales en la ciudad de Huelva, en la que sale victorioso el PSOE, tras 20 años de Alcaldía por el Partido Popular en la capital. El 13 de junio del mismo año, Pedro dio paso a su sucesor en la Alcaldía, Gabriel Cruz.
El actual exalcalde también decidió finalizar su trayectoria política rechazando el cargo de concejal en el Ayuntamiento, expresando su felicidad por los 20 años que ha pasado como alcalde de Huelva.
En sus últimos años de mandato se ha considerado nefasta su gestión de la Empresa Municipal de Transportes Urbanos y el Real Club Recreativo de Huelva.

## Resultado de las elecciones del 24 de mayo de 2015
| Elecciones municipales de la provincia de Huelva en 2015 |        |           |            |            |
| Partido                                                  | Votos  | Variación | Porcentaje | Concejales |
| Participación                                            | 251390 | 5,31%     | 63,31%     |            |
| Voto en blanco                                           | 3225   | 0,5%      | 1,33%      | -          |
| Votos nulos                                              | 3843   | 0,04%     | 1,53%      | -          |
| Partidos:                                                | -      | -         | -          | -          |
| PSOE                                                     | 99914  | 3,05%     | 40,36%     | 439        |
| PP                                                       | 72341  | 7,48%     | 29,22%     | 215        |
| IU                                                       | 21658  | 1,15%     | 8,75%      | 77         |
| PA                                                       | 7871   | 3,85%     | 3,18%      | 25         |
| Cs                                                       | 7522   | 3,04%     | 3,04%      | 8          |